# Kurt P. Lohwasser
Kurt P. Lohwasser (* 27. März 1922 in Karlsbad, Tschechoslowakei; † 18. April 1999 in München) war Maler und Grafiker.
Nach einer Ausbildung an der Staatlichen Fachakademie für Porzellanindustrie in Karlsbad studierte er in München an der Akademie für angewandte Kunst und an der Akademie der Bildenden Künste. 1983 wurde Lohwasser zum ordentlichen Professor an der Akademie der Bildenden Künste München ernannt.

## Auszeichnungen
- 1975 Internationaler Senefelder Preis
- 1976 Schwabinger Kunstpreis
- 1979 Kulturpreis für Malerei der Sudetendeutschen Landsmannschaft